# 7192 Cieletespace
7192 Cieletespace este o planetă minoră (asteroid), cu un diametru de 15,028 km, din centura de asteroizi. A fost descoperită pe 12 septembrie 1993 la Kitami Observatory⁠(d) de Kin Endate și a fost numită după Ciel et Espace⁠(d). 
Obiectul prezintă o orbită caracterizată de o semiaxă mare de 3,1676473 UAi, o excentricitate de 0,1, o înclinație de 10,82782 ° în raport cu ecliptica.